# Кароль Ольшевський
Кароль Станіслав Ольшевський (пол. Karol Stanisław Olszewski; *29 січня 1846, Бронішув — †24 березня 1915, Краків) — польський фізик і хімік, член Краківської академії наук (з 1888 року). Спільно з фізиком Зигмунтом Врублевським 1883 року вперше одержав рідкий кисень, 1895 року — рідкий аргон. Одержав також деякі інші скраплені гази.
У 1872 році закінчив Гайдельберзький університет, з 1876 року — професор Ягеллонського університету. Окрім скрапленого кисню і аргону одержав також зріджені азот, оксид вуглецю, хлор, етан тощо. Ольшевський досяг зрідження водню, але не зміг зберегти рідину. Він також визначив критичну точку водню.
Помер 24 березня 1915 року у Кракові. Похорон пройшов 27 березня 1915 року за участю представників міської влади та Ягеллонського університету. Похований на Раковицькому цвинтарі у Кракові. 19 жовтня 2018 року його прах було перенесено до Національного пантеону у Кракові.

## Нагороди
- Орден Залізної Корони III ступеня (Австро-Угорщина),
- Командорський хрест Ордена Відродження Польщі (посмертно 11 листопада 1936)[2].